# Uenglingen
Uenglingen is een plaats en voormalige gemeente in de Duitse deelstaat Saksen-Anhalt, en maakt deel uit van de Landkreis Stendal.

Uenglingen ligt 2 km ten westen van de stad Stendal, waarvan het sedert 2010 een Ortschaft is. Aan de oostkant van Uenglingen zijn woonwijken voor forensen uit Stendal gebouwd. Het dorp is door een streekbus- en belbuslijn met de stad Stendal verbonden.
Het is de bedoeling, dat als de Autobahn A 14 gereed is, de afrit voor Stendal in Uenglingen wordt gerealiseerd.

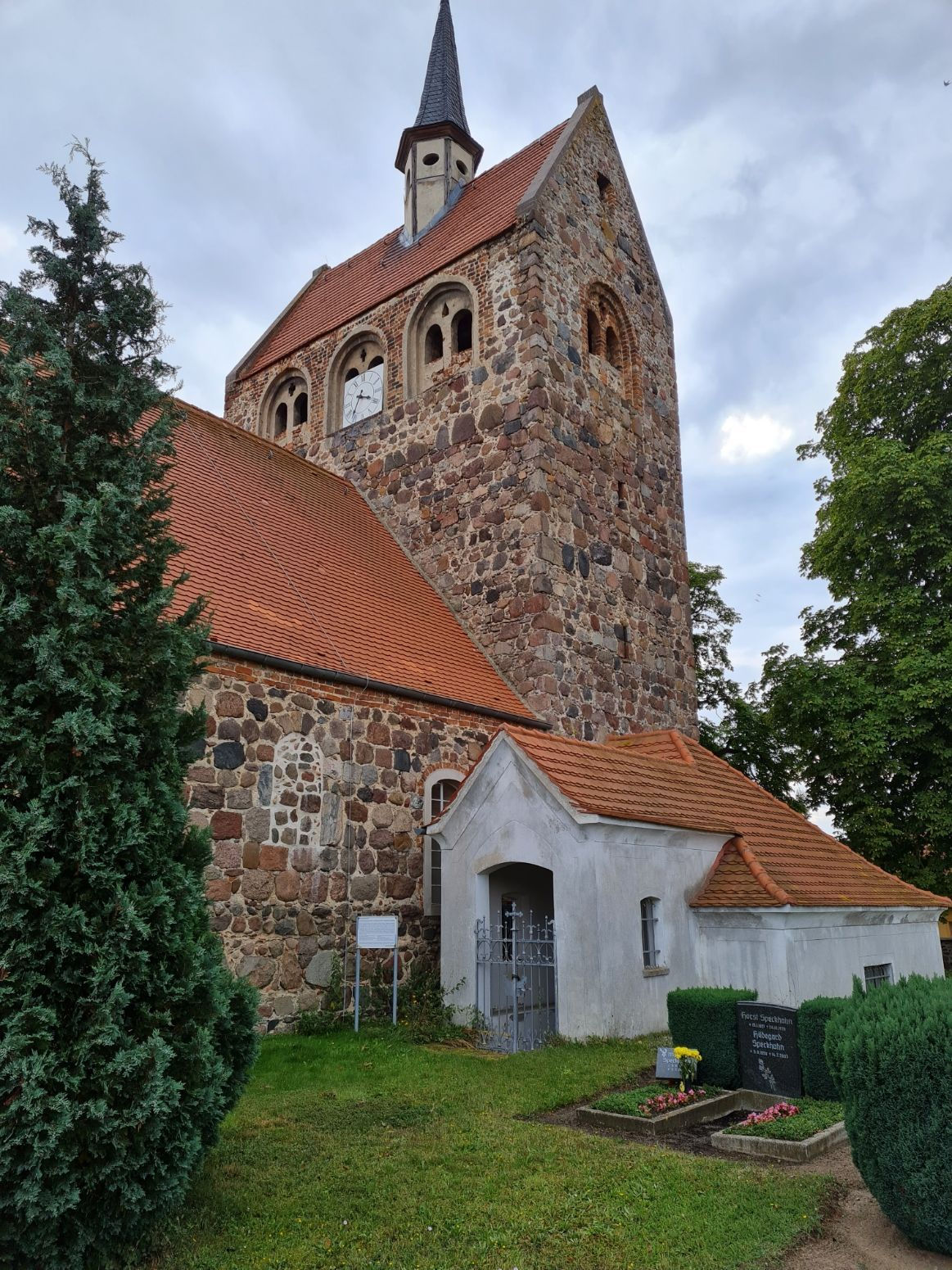
Evang.-lutherse St.-Joriskerk, Uenglingen (1)
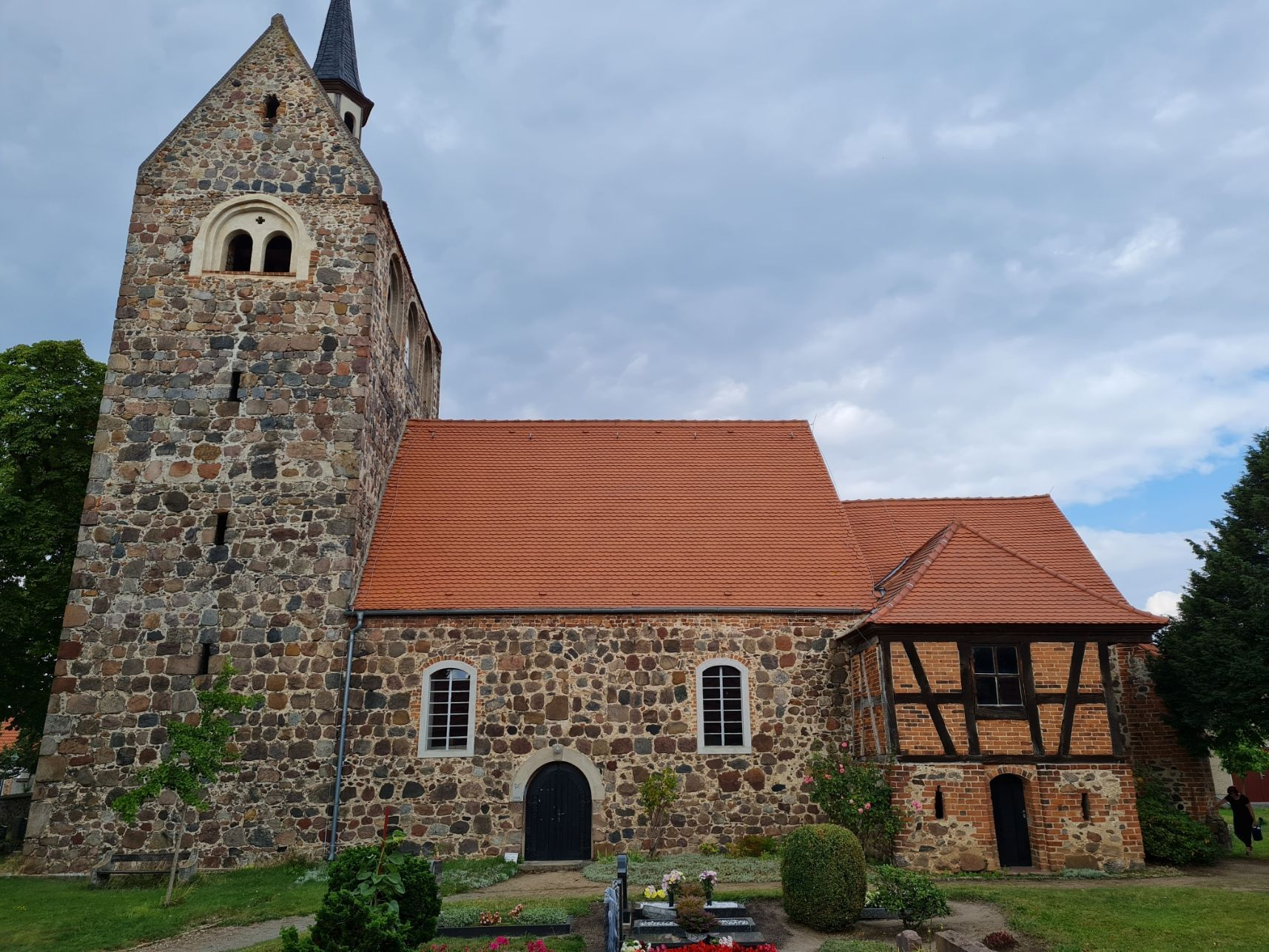
Evang.-lutherse St.-Joriskerk, Uenglingen (2)
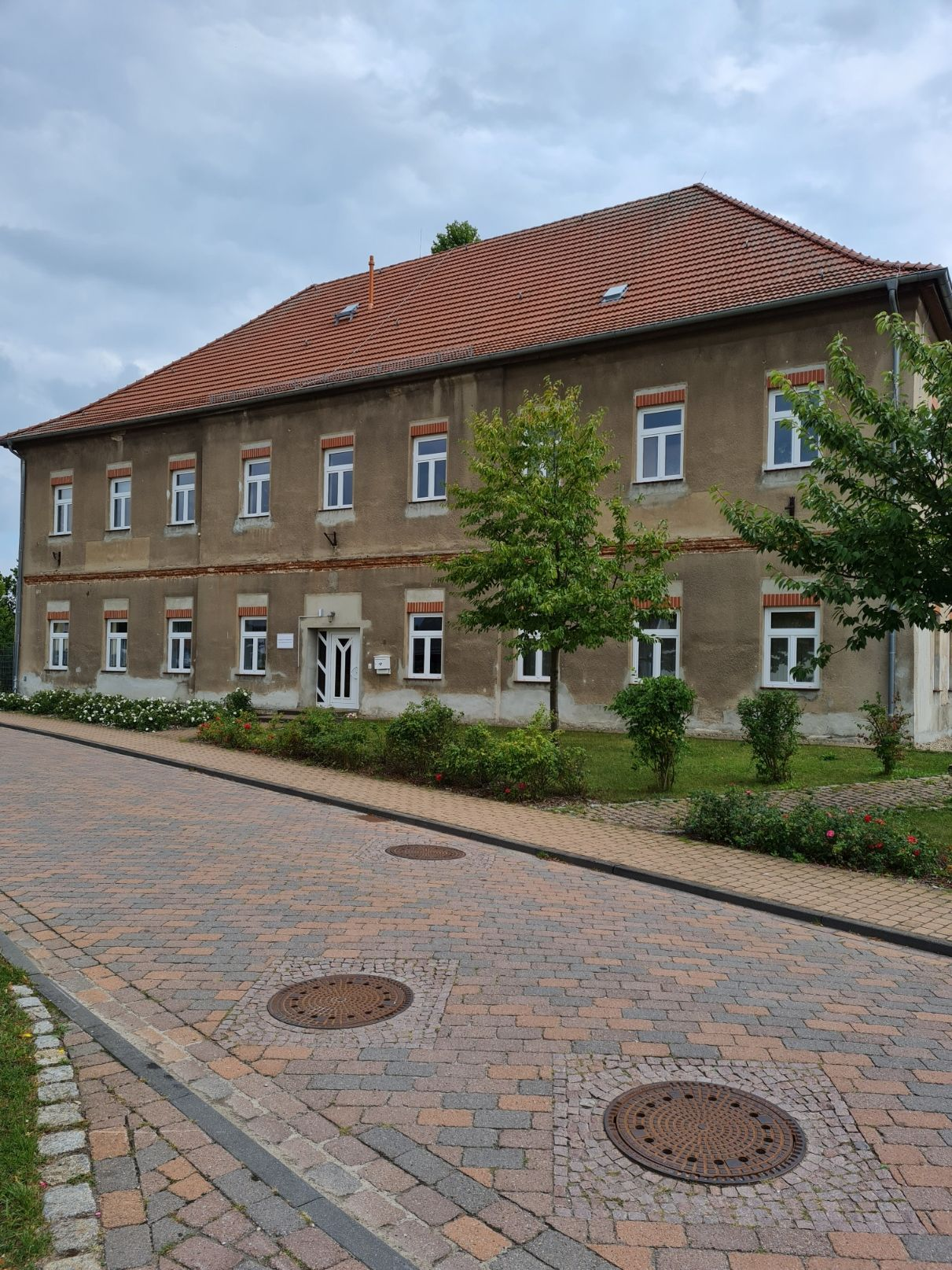
Herrnhuis te Uenglingen

Uenglingen wordt in 1238 als Ungelinge voor het eerst in een document vermeld.
De bezienswaardige, evangelisch-lutherse dorpskerk van Uenglingen is vermoedelijk kort vóór het jaar 1200 gebouwd. Leden van het geslacht Von Bismarck bekostigden in de eerste helft van de 18e eeuw een verbouwing van de kerk, waarbij het interieur in barokstijl werd vernieuwd.
Het kleine vakwerkhuis aan de achterzijde van de kerk is bedoeld voor het opbaren van overledenen.
Te Uenglingen staat een oud, voormalig adellijk landhuis, dat in de 18e en 19e eeuw o.a. aan verre verwanten van de politicus Otto von Bismarck heeft toebehoord. In de DDR-periode werd het landgoed onteigend en in een boerderij veranderd.